# Albert Ferber
Pour l’article homonyme, voir Ferber.
Albert Ferber, né le 29 mars 1911 à Lucerne (Suisse) et mort le 11 janvier 1987, est un pianiste suisse.

## Biographie
Albert Ferber a étudié en Suisse, Allemagne et France, notamment avec Karl Leimer, Walter Gieseking et Marguerite Long. Il a souvent joué devant Serge Rachmaninov en Suisse, bien qu'il ne l'ait pas considéré comme son professeur au sens traditionnel du terme. Venu pour la première fois en Angleterre en 1937, il s'est définitivement installé à Londres en 1939, où il a étudié auprès de James Ching.

## Discographie
- Claude Debussy, Œuvres pour piano, 4CD EMI Classics, 2011. Diapason d'or.
- Gabriel Fauré, oeuvres pour piano, 2 LP Saga, vol 1-1971, vol 2 1979.
- Franz Liszt, Bedrich Smetana, Claude Debussy, Maurice Ravel, Reflections in the water, 1 LP Saga 1975.
- Franz Shubert, Impromptus, 1 CD Hellios 1982.